# Кмета, Архип Иосифович
Архип Иосифович Кмета (укр. Архип Йосипович Кмета; 19 февраля 1891, Ичня — 2 июня 1978, Нью-Йорк) — российский и украинский военный деятель, капитан Русской императорской армии, полковник Армии УНР; в годы Второй мировой войны — агент абвера в зондерштате «Руссланд».

## Биография

### Первая мировая и Гражданская войны
Родился 19 февраля 1891 года в городе Ичня (Борзнянский уезд Черниговской губернии). Окончил 2-ю Грозненскую реальную школу в Терской области (1911), Алексеевскую военную школу (Москва, 1913) и Киевскую инструкторскую школу старшин (1918). Служил в Русской императорской армии, дослужился до звания штабс-капитана (13 мая 1917). Ранен на фронте Первой мировой войны, в 1916 году награждён Георгиевским оружием. Со 2 ноября 1917 года — начальник унтер-офицерской школы 2-й стрелковой дивизии.
После Февральской революции Кмета участвовал в украинизации частей Русской армии, из украинцев 6-го стрелкового полка создал курень, с которым перешёл в состав 10-го армейского корпуса. С 1918 года служит в Армии УНР, старшина 4-го Сердюцкого полка Гетманской гвардии. По собственному признанию, участвовал в борьбе против П.П.Скоропадского. В 1919 году возглавил 4-й полк Сечевых стрельцов, в марте 1919 года воевал против красных за Житомир. Интернирован в Калиш в 1921 году. Произведён правительством УНР в изгнании в подполковники.

### Межвоенные годы
Кмета был одним из основателей Украинского воинского союза, окончил сельскохозяйственную академию в Подебрадах, защитил диплом на тему «Экономические последствия Мировой войны 1914—18 гг. для Украины». В июле 1926 года образовал Общество бывших воинов Армии УНР вместе с сотником Владимиром Шевченко. После переехал в Польшу, служил по контракту в Войске Польском, имел звание майора.

### Вторая мировая война
В сентябре 1939 года Кмета участвовал в войне против Германии, попал в плен и был отправлен в лагерь военнопленных Вилькошивки в Литве, откуда освобождён в 1940 году. Примкнул к Украинскому Вольному Казачеству, завербован вермахтом. С 1942 года сотрудник зондерштаба «Р», подчинялся Борису Смысловскому-Хольмстону. В 1945 году, пользуясь фальшивыми документами на имя Романа Геращенко, прибыл в Ичню, где создал ячейку ОУН.
В 1950 году эмигрировал в США. По некоторым данным, сотрудничал с американской разведкой, которая поддерживала деятельность ОУН-УПА в СССР. Умер в Нью-Йорке 2 июня 1978 года.